# Dutoitella suhmi
Dutoitella suhmi är en kräftdjursart som först beskrevs av Brady 1880.  Dutoitella suhmi ingår i släktet Dutoitella och familjen Trachyleberididae. Inga underarter finns listade i Catalogue of Life.